# Nygammal vals
Chansons représentant la Suède au Concours Eurovision de la chanson
Absent Friend (Annorstädes vals)
(1965) Som en dröm
(1967)
Nygammal vals (« Valse néo-ancienne ») est une chanson interprétée par le duo suédois Lill Lindfors et Svante Thuresson pour représenter la Suède au Concours Eurovision de la chanson 1966.

## À l'Eurovision

### Sélection
Ayant remporté la Svensk sångfinal le 29 janvier 1966, Nygammal vals est la chanson sélectionnée pour représenter la Suède au Concours Eurovision de la chanson 1966 le 5 mars à Luxembourg.

### À Luxembourg
La chanson est intégralement interprétée en suédois, langue officielle de la Suède, comme l'impose la règle de 1966 à 1972. L'orchestre est dirigé par Gert Ove Andersson.
Nygammal vals est la dixième chanson interprétée lors de la soirée du concours, suivant la chanson lauréate Merci, Chérie d'Udo Jürgens pour l'Autriche et précédant Yo soy aquél de Raphael pour l'Espagne.
À l'issue du vote, elle obtient 16 points et se classe 2e sur 18 chansons,, soit le meilleur résultat suédois jusqu'à la victoire au Concours Eurovision de la chanson 1974 par ABBA avec Waterloo.